# Heart Shaped World
Heart Shaped World – trzeci, przełomowy album studyjny Chrisa Isaaka wydany w czerwcu 1989 roku. Na płycie znalazł się przebój Top 10 "Wicked Game".

## Lista utworów
Wszystkie piosenki zostały skomponowane przez Chrisa Isaaka; wyjątki zaznaczone.
1. "Heart Shaped World" – 3:26
2. "I'm Not Waiting" – 3:15
3. "Don't Make Me Dream About You" – 3:30
4. "Kings of the Highway" – 4:44
5. "Wicked Game" – 4:46
6. "Blue Spanish Sky" – 3:57
7. "Wrong to Love You" – 4:17
8. "Forever Young" – 3:20
9. "Nothing's Changed" – 4:05
10. "In the Heat of the Jungle" – 6:20
11. "Diddley Daddy" (Bo Diddley, Harvey Fuqua) – 4:05

## Twórcy

### Główni
- Chris Isaak – śpiew, gitara
- James Calvin Wilsey – gitara
- Kenney Dale Johnson – perkusja, śpiew
- Rowland Salley – gitara basowa, śpiew

### Inni
- Prairie Prince
- Frank Martin
- Pete Scaturro
- Christine Wall
- Cynthia Lloyd
- Chris Solberg
- Joni Haastrup

### Produkcja
- Erik Jacobsen – produkcja
- Daniel Levitin – dźwięk
- Lee Herschberg – miksowanie